# Berg im Drautal
Berg im Drautal (fino al 1965 Berg) è un comune austriaco di 1 315 abitanti nel distretto di Spittal an der Drau, in Carinzia. Nel 1864 ha inglobato il comune soppresso di Emberg.